# جک رادکلیف
فرانک مارتینی (Frank Martini) با نام هنری جک رادکلیف (Jack Radcliffe) یکی از مشهورترین بازیگران فیلم‌های پورنوگرافی و مدل جلد مجله‌های جامعهٔ خرس است. البته بازیگر و مدل پورنوگرافی بودن بیشتر برای وی نوعی سرگرمی تلقی می‌شود نه شغل. وی قبلاً تحلیلگر کامپیوتر بوده‌است و هم‌اکنون در سانفرانسیسکو به شغل معاملات ملکی مشغول است. این مدل اصالتاً ایتالیایی و ساکن آمریکاست. زمانی که «رادکلیف» برای اولین بار در سال ۱۹۸۹ میلادی عکسش روی مجله خرس قرار گرفت به بُتی برای دوستداران مردان خشن، عضلانی و پشمالو تبدیل شد.

## فیلمشناسی
- Original bear 3 - uncut footage -۱۹۸۹
- Classic bear -۱۹۹۶
- Bear sex party-۱۹۹۶
- Bear Palm Spring vacation -۱۹۹۷
- Leather bears at play -۱۹۹۷
- Big bear trucking Co. 1 -۱۹۹۹
- Big bear trucking Co. 2 -۲۰۰۰
- Hard mechanics -۲۰۰۳
- Erotic spotlight series 1 -۲۰۰۵
- Erotic spotlight series 3 -۲۰۰۶
- Massive muscle bears -۲۰۰۸